# Robert Marsland Groves

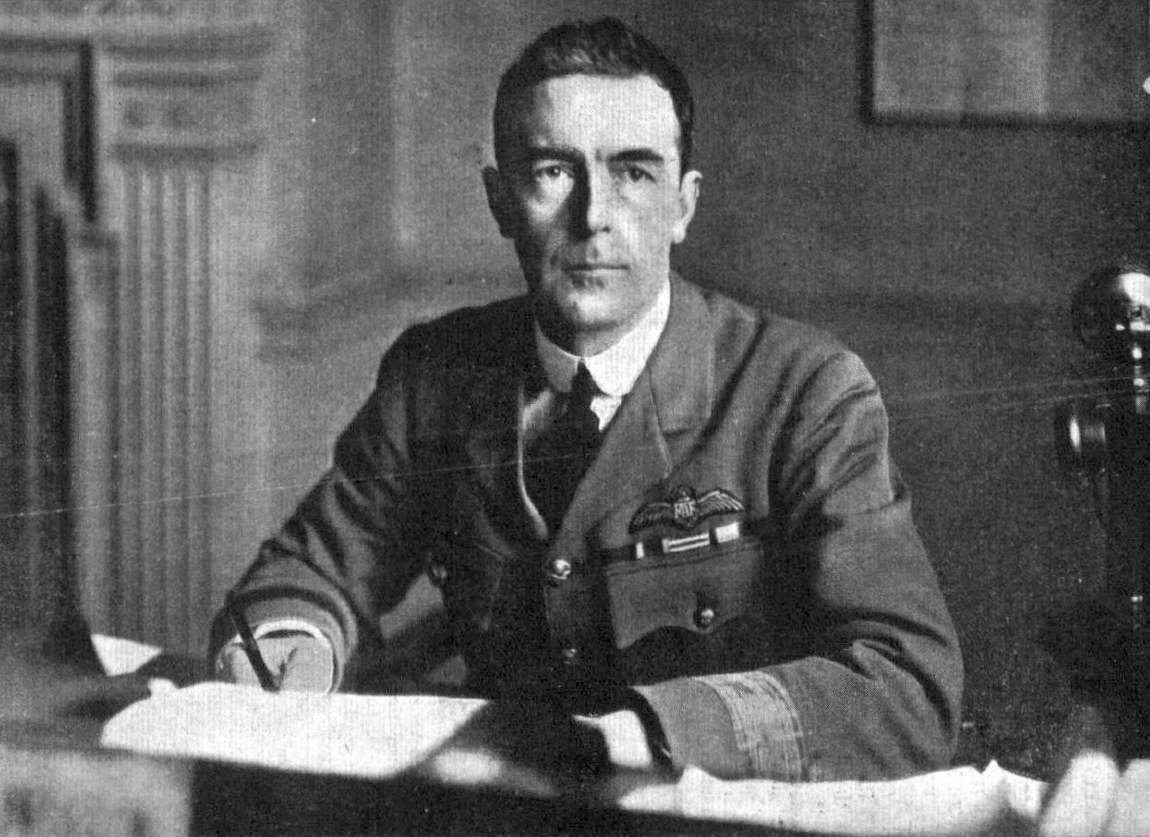
Robert Marsland Groves

Robert Marsland Groves CB DSO AFC (* 3. Januar 1880 in Stretford, Lancashire; † 27. Mai 1920) war ein britischer Offizier der Royal Navy sowie der Royal Air Force, der als Stellvertretender Chef des Luftwaffenstabes (Deputy Chief of the Air Staff) 1918 sowie 1919 maßgeblich am Aufbau der am 1. April 1918 gegründeten Royal Air Force beteiligt war.

## Leben

### Ausbildung zum Seeoffizier
Groves, Sohn des Brauereibesitzers und späteren konservativen Unterhausabgeordneten James Grimble Groves, absolvierte seine schulische Ausbildung an der 1844 gegründeten Rossall School. Er trat nach dem Schulbesuch als Seekadett (Midshipman) in die Royal Navy ein und wurde nach Abschluss der Offiziersausbildung am 15. August 1899 zum Oberleutnant zur See (Sub-Lieutenant) befördert. Nach seiner Beförderung zum Kapitänleutnant (Lieutenant) fand er verschiedene Verwendungen wie zum Beispiel als Offizier an der Torpedoschule an Bord des Schulschiffs HMS Vernon. Am 28. Juli 1908 wurde er Stabsoffizier beim 2. Kreuzergeschwader sowie an Bord des Einheitslinienschiffes King Edward VII.
Am 22. Juni 1911 erfolgte seine Beförderung zum Fregattenkapitän (Commander) und am 26. November 1912 seine Ernennung zum Flaggenkommandeur beim Oberkommandierenden der Mittelmeerflotte (Mediterranean Fleet), Admiral Archibald Berkeley Milne, an Bord des Schlachtkreuzers Inflexible.

### Pilotenausbildung und Verwendungen im RNAS
Während dieser Zeit wechselte Groves zu dem am 1. Juli 1914 gegründeten Marinefliegerdienst der Royal Navy RNAS (Royal Naval Air Service) und wurde am 29. Oktober 1914 zum Oberstleutnant (Wing Commander) ernannt. Zugleich absolvierte er auch seine Pilotenausbildung, die er am 15. November 1914 mit dem Zertifikat Nr. 969 des Royal Aero Club (RAeC) abschloss. Bereits zu dieser Zeit befasste er sich mit dem militärischen Einsatz von Flugzeugen und hielt den Nutzen von Flugzeugträgern wichtiger als die Verwendung von Wasserflugzeugen. Zu diesem Zweck führte er Testflüge im Marinestützpunkt Rosyth sowie an Bord des Leichten Kreuzers Yarmouth durch. 1915 wurde er stellvertretender Leiter der Luftfahrtabteilung in der Admiralität und kurz darauf am 1. August 1915 stellvertretender Superintendent für den Flugzeugbau.
Im Januar 1916 übernahm Groves innerhalb der RNAS seinen ersten Befehlsposten, und zwar als Kommandeur (Commanding Officer) der mit Doppeldecker-Jagdflugzeugen vom Typ Nieuport 17 ausgerüsteten No. 1 Squadron RNAS. Im April 1916 wurde er Vize-Sekretär des ersten Luftfahrtausschusses (1st Air Board) unter dem Vorsitz von George Curzon, Earl Curzon of Kedleston. Am 22. Juni 1916 wurde ihm für seine Verdienste der Distinguished Service Order (DSO) verliehen. Am 31. Dezember 1916 wurde er zum Wing Captain befördert und übernahm kurz darauf im Januar 1917 im zweiten Luftfahrtausschuss, der nunmehr unter dem Vorsitz von Weetman Pearson, 1. Viscount Cowdray stand, die Funktion als Assistent des Leiters der Technischen Abteilung. Am 11. August 1917 wurde ihm das Offizierskreuz der französischen Ehrenlegion verliehen. Am 30. Dezember 1917 wurde er zum Kapitän zur See (Captain) befördert.
Groves, der ein Fachmann für Funktechnik war, war einer der ersten Offiziere, die sich für die Gründung eines eigenen Luftfahrtministerium (Air Ministry) neben der Admiralität für die Marine und dem Kriegsministerium (War Office) für das Heer einsetzte. Nach der Gründung des Luftfahrtministeriums am 2. Januar 1918 wurde er stellvertretender Kontrolleur der Technischen Abteilung und setzte sich in dieser Zeit maßgeblich für die Zusammenlegung des Royal Flying Corps (RFC) sowie des Royal Naval Air Service (RNAS) zur eigenständigen Royal Air Force (RAF) ein.

### Stellvertretender Chef des Luftwaffenstabes

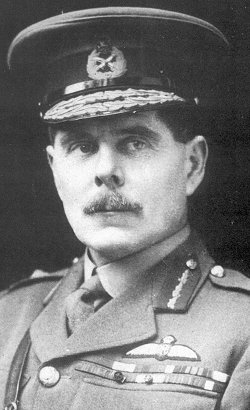
Groves unterstützte Generalmajor Hugh Trenchard maßgeblich bei der Gründung der RAF am 1. April 1918

Nach der Gründung der Royal Air Force am 1. April 1918 wurde Groves zum Brigadegeneral (Temporary Rank) befördert und Stellvertretender Chef des Luftwaffenstabes (Deputy Chief of the Air Staff). Damit war er Nachfolger von Rear Admiral Mark Kerr, der diese Funktion seit der Gründung des Luftfahrtministeriums am 3. Januar 1918 bekleidet hatte. Dieser war somit ebenfalls einer der wesentlichen Unterstützer von Generalmajor Hugh Trenchard, dem ersten Chef des Luftwaffenstabes (Chief of the Air Staff), bei den Planungen und Vorarbeiten zur Gründung der RAF. Für seine Verdienste in der Luftfahrt wurde ihm am 3. Juni 1918 das Air Force Cross (AFC) verliehen.
Am 12. August 1918 wurde Groves Leiter der Luftwaffenabteilung im Marinestab, während Brigadegeneral Oliver Swann sein Nachfolger als Stellvertretender Chef des Luftwaffenstabes wurde. Am 16. August 1918 wurde er Companion des Order of the Bath (CB). Im Februar 1919 löste er jedoch Swann wieder als Stellvertretender Chef des Luftwaffenstabes ab und verblieb nunmehr in dieser Funktion bis zum 1. August 1919. Zugleich fungierte er in dieser Zeit als Leiter der Abteilung für Operationen und Nachrichtendienste im Luftwaffenstab. Sein Nachfolger in diesen Funktionen wurde am 8. September 1919 Air Commodore John Miles Steel.
Groves wurde am 1. August 1919 als Berufssoldat (Permanent Commission) zum Oberst (Group Captain) befördert, wobei diese Beförderung auf den 1. Januar 1919 zurückdatiert wurde. Bereits am 8. September 1919 wurde er zum Air Commodore befördert und übernahm daraufhin den Posten als kommissarischer Kommandeur (Air Officer Commanding) der Luftstreitkräfte im Mittleren Osten (RAF Middle East Area), die aus der bisher in Ägypten stationierten Ausbildungsbrigade (Training Brigade (Middle East)) entstanden war. Am 16. Dezember 1919 wurde ihm die US-amerikanische Army Distinguished Service Medal verliehen. Am 22. Januar 1920 wurde er vom Dienst in der Royal Navy mit dauerhafter Wirkung in den Dienst der RAF versetzt. Zuletzt wurde er am 16. März 1920 Kommandeur der Luftstreitkräfte in Ägypten (RAF Egyptian Group).
Am 27. Mai 1920 kam Groves zusammen mit Oberleutnant (Flying Officer) Clarence Bird im Dienst bei einem Flugzeugabsturz in Ägypten ums Leben. Aus seinem Nachlass stiftete seine Familie einige Preise für Angehörige der RAF wie zum Beispiel einen halbjährlichen Pilotenpreis für den besten Piloten der Luftwaffenoffiziersschule (Royal Air Force College Cranwell), einen Preis für Offiziere für den besten Abschluss als Navigator auf dem Militärflugplatz RAF Calshot und einen Forschungspreis für die beste Arbeit auf technischem oder wissenschaftlichen Gebiet sowie vier Aufsatz-Preise.